# Bistrô

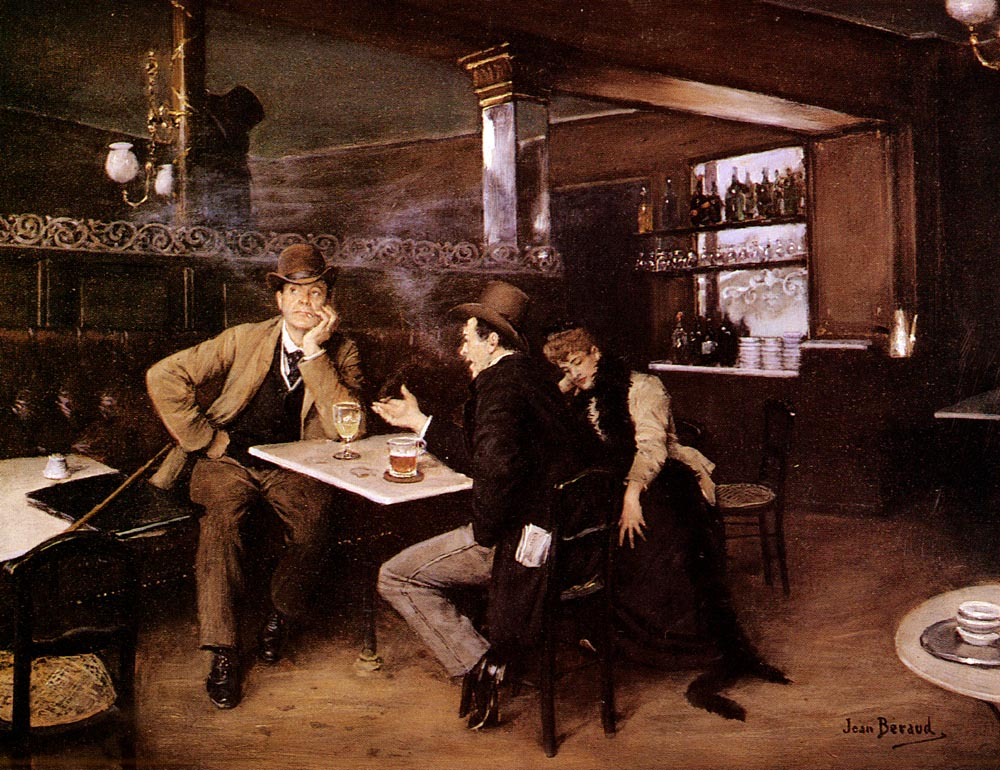
Au Bistro, de Jean Béraud (1849–1935).

Bistrôs são pequenos restaurantes ou bares muito populares na França, onde são servidas refeições caseiras e bebidas alcoólicas, também podem servir café, além de petiscos à preços acessíveis. Um bistrô possui aspecto caseiro, de residência, muitas vezes com área verde ou quintal com plantas onde os clientes comem ou bebem, muitas vezes é realmente uma residência onde também mora a dona(o) do Bistrô que faz o atendimento.
O número de bistrôs, na França, aumentou significativamente durante a Segunda Guerra Mundial, quando muitas mulheres, para complementar sua renda ou mesmo para sustentar suas famílias, passaram a abrir suas casas para vender refeições ao público.[carece de fontes?] Depois da Guerra, o número desses estabelecimentos declinou drasticamente no país — de aproximadamente 400 000, em 1945, para cerca de 40 000, em 2021.

## Etimologia
"Bistrô" é um aportuguesamento do francês bistro ou bistrot, termo introduzido na língua francesa no final do século XIX e possivelmente originário do pictavo bistraud, que originalmente se referia a um criado doméstico; depois, a um ajudante de comerciante de vinhos e, finalmente, ao próprio vendedor de vinhos. Já no início do século XX, a palavra passou a designar "o proprietário de um estabelecimento onde se serve vinho" e, por metonímia, o próprio estabelecimento.

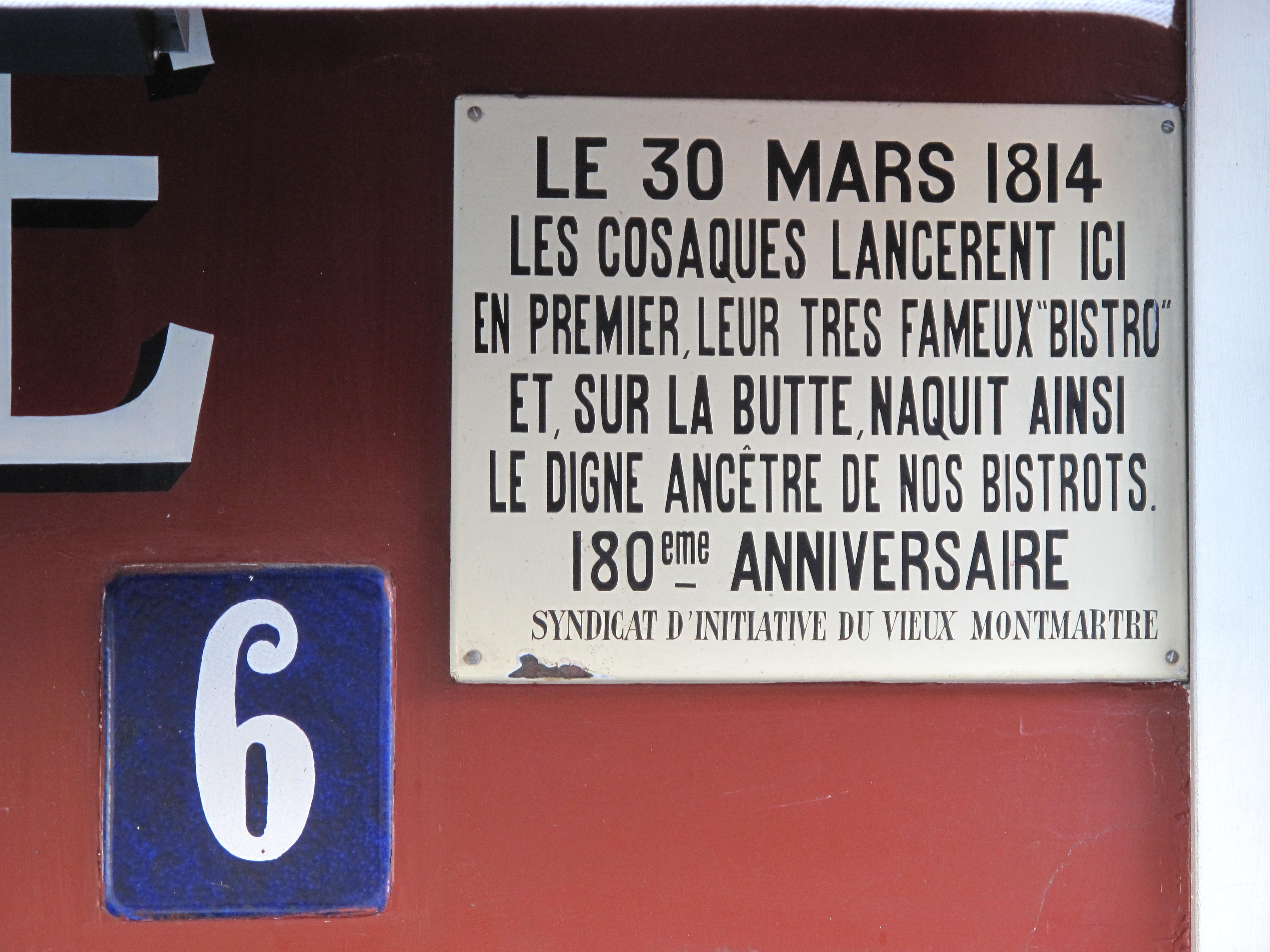
A lenda que liga a origem do termo bistrot à ocupação de Paris pelos russos, em 1814, afixada na fachada de um bistrô da place du Tertre, em Montmartre.

Segundo uma etimologia popular, o termo seria proveniente do russo быстро, transl. býstro, que significa 'depressa', palavra pronunciada nas cantinas pelos cossacos sedentos que ocuparam Paris após a Batalha de Paris (1814). Porém, segundo o linguista e lexicógrafo Alain Rey, tal hipótese "deve ser descartada por razões cronológicas". De fato, o primeiro registro da palavra, na língua francesa, ocorre no ano de 1884, em Souvenirs de la Roquette, do abade Georges Moreau, sendo portanto muito posterior à ocupação de Paris pelas tropas russas. 
Hoje o termo é amplamente usado, também fora da França, no sentido de pequeno restaurante de inspiração francesa.

## Características
Nesse tipo de estabelecimento, a convivência e as relações pessoais têm tanta importância quanto a qualidade do serviço. Tradicionalmente, o bistrô tem uma dimensão familiar. Não costuma ter cardápio, mas um prato do dia, preparado na casa, a cada dia. Eventualmente, o próprio chef conversa com o cliente e, sabendo das suas preferências, adapta a refeição ao seu gosto.